# Aphnaeus mozambica
Aphnaeus mozambica är en fjärilsart som beskrevs av Bertolini 1851. Aphnaeus mozambica ingår i släktet Aphnaeus och familjen juvelvingar. Inga underarter finns listade i Catalogue of Life.